# Konoe
Keizer Konoe (近衛天皇, Konoe-tennō, 16 juni 1139 – 22 augustus 1155) was de 76e keizer van Japan volgens de traditionele opvolgvolgorde. Hij regeerde van 1142 tot aan zijn dood in 1155.

## Genealogie
Konoe’s persoonlijke naam (imina) was Narihito-shinnō (体仁親王). Hij stond verder bekend als Tosihito-shinnō.
Konoe was de achtste zoon van keizer Toba. Zijn moeder was Fujiwara Tokuko. Konoe trouwde na zijn troonsbestijging met Kōgō Fujiwara Masuko, maar kreeg geen kinderen met haar.

## Leven
Konoe werd al kort na zijn geboorte benoemd tot kroonprins. Nadat zijn oudere broer Sutoku aftrad, werd Konoe benoemd tot keizer. Kampaku Fujiwara-no Tadamichi werd zijn Sesshō, maar noch hij, noch Konoe had enige macht daar voormalig keizer Toba bleef doorregeren als Insei-keizer. Dit zorgde voor meerdere conflicten tijdens Konoe’s regeerperiode.
Konoe had vooral een ceremoniële functie. Zo woonde hij een aantal plechtigheden bij als keizer. In 1148 moest hij het keizerlijk paleis tijdelijk ontvluchten omdat dit werd vernietigd door brand. In 1150 werd Konoe volgens de destijds geldende normen meerderjarig.
Konoe stierf onverwacht op 16-jarige leeftijd, zonder enig erfgenamen. Dit leidde tot veel onenigheid over wie hem moest opvolgen. Uiteindelijk werd gekozen voor wederom een zoon van keizer Toba: Go-Shirakawa.

## Tijdperken
Konoe’s regeerperiode omvat de volgende tijdperken van de Japanse geschiedenis:
- Kōji (1142-1144)
- Ten'yō (1144-1145)
- Kyūan [ja] (1145-1151)
- Ninpei (1151-1154)
- Kyūju (1154-1156)

* Regent Jingu staat niet op de traditionele lijst.